# おもしろレンタルビデオ スピルバーガー
『おもしろレンタルビデオ スピルバーガー』は、2000年4月3日から同年12月18日まで朝日放送（ABCテレビ）の深夜番組放送枠『百万馬力』で放送されていたバラエティ番組。
baseよしもとのお笑い芸人たちが制作した面白ビデオを紹介していた。

## 出演者

### レギュラー
- FUJIWARA（藤本敏史・原西孝幸）
- シャンプーハット（小出水直樹（現・こいで）・宮田てつじ（現・てつじ））

### ゲスト
- シェイクダウン
- ケンドーコバヤシ
- バッファロー吾郎
- 陣内智則
- ハリガネロック
- 野性爆弾
- 次長課長
- サバンナ
- ロザン
- ビッキーズ
- チュートリアル
- ストリーク
- 諸岡立身
- 田村憲司（現・たむらけんじ）
- ランディーズ
- みのなが
- $10（現・テンダラー）
- フットボールアワー
- ビリジアン
- COWCOW
- レギュラー
- スキヤキ
- キングコング
- ライセンス
- 君と僕
- シンドバット
- ルート33
- ブラックマヨネーズ
- レイザーラモン

## 主題歌
- 鬼束ちひろ「月光」

| スタブアイコン | サブスタブ | この項目は、まだ閲覧者の調べものの参照としては役立たない、テレビ番組に関連した書きかけの項目です。この項目を加筆・訂正などしてくださる協力者を求めています（P:テレビ/PJ:放送または配信の番組）。 |